# イェニー・ルドルフ
イェニー・ルドルフ（Jeny Rudolf、1901年3月2日 - 1975年5月14日）は、ハンガリー・ブダペスト出身の元同国代表サッカー選手、元サッカー指導者。現役時代のポジションはFW。

## 経歴

### 選手経歴
ブダペストに生まれた。フォワードだったイェニーは、地元ブダペストのクラブであるキシュペシュトAC、MTKブダペストFCでプレーした。MTKブダペストに在籍していた1924年にはハンガリー年間最優秀選手賞を受賞している。また、ハンガリー代表としてパリオリンピックにも出場し、1919年から1926年の間にハンガリー代表で20試合3ゴールを記録した。

### 指導者経歴
1930年から1932年1月までアトレティコ・マドリードの監督を務めた。1933-34シーズンはスポルティングCPに選手兼監督として在籍した。

## 監督成績
| クラブ                   | 国           | 就任   | 退任      | 記録 | 記録 | 記録 | 記録 | 記録   |
| クラブ                   | 国           | 就任   | 退任      | 試   | 勝   | 分   | 敗   | 勝率   |
| ------------------------ | ------------ | ------ | --------- | ---- | ---- | ---- | ---- | ------ |
| アトレティコ・マドリード | スペインの旗 | 1930年 | 1932年1月 | 25   | 13   | 2    | 10   | 052.00 |